# Секул
Секул (пол. Sekulski potok) — гірський потік в Україні, у Сколівському районі Львівської області у Галичині. Права притока Оряви, (басейн Дністра).

## Опис
Довжина потоку приблизно 3 км, найкоротша відстань між витоком і гирлом — 2,80  км, коефіцієнт звивистості потоку — 1,5 . Формується багатьма безіменними гірськими струмками. Потік тече у гірському масиві Сколівські Бескиди (зовнішня смуга Українських Карпат).

## Розташування
Бере початок на південно-західних схилах гори Секул (1057,0 м). Тече переважно на південний схід і на західній околиці села Коростів впадає у річку Оряву, ліву притоку Опору.

## Цікавий факт
- Біля гирла потік перетинає автошлях М06[4].